# 埃诺·萨斯塔莫伊宁
埃诺·萨斯塔莫伊宁（芬蘭語：Eino Saastamoinen，1887年10月9日—1946年12月4日），芬兰男子竞技体操运动员。他曾代表芬兰获得1912年夏季奥运会体操比赛男子团体自由式银牌。他于1946年在赫尔辛基去世。